# 聖杯派
聖杯派（Utraquism）又称加里克斯廷派（Calixtinism），是15世纪胡斯战争中胡斯派中的温和派。 總部位於布拉格。聖杯派在胡斯战争初期曾与塔博尔派结盟，後來與神聖羅馬帝國合作參與镇压塔博尔派，导致胡斯战争失败。